# Wendlandia luzoniensis
Wendlandia luzoniensis là một loài thực vật có hoa trong họ Thiến thảo. Loài này được DC. miêu tả khoa học đầu tiên năm 1830.

## Hình ảnh

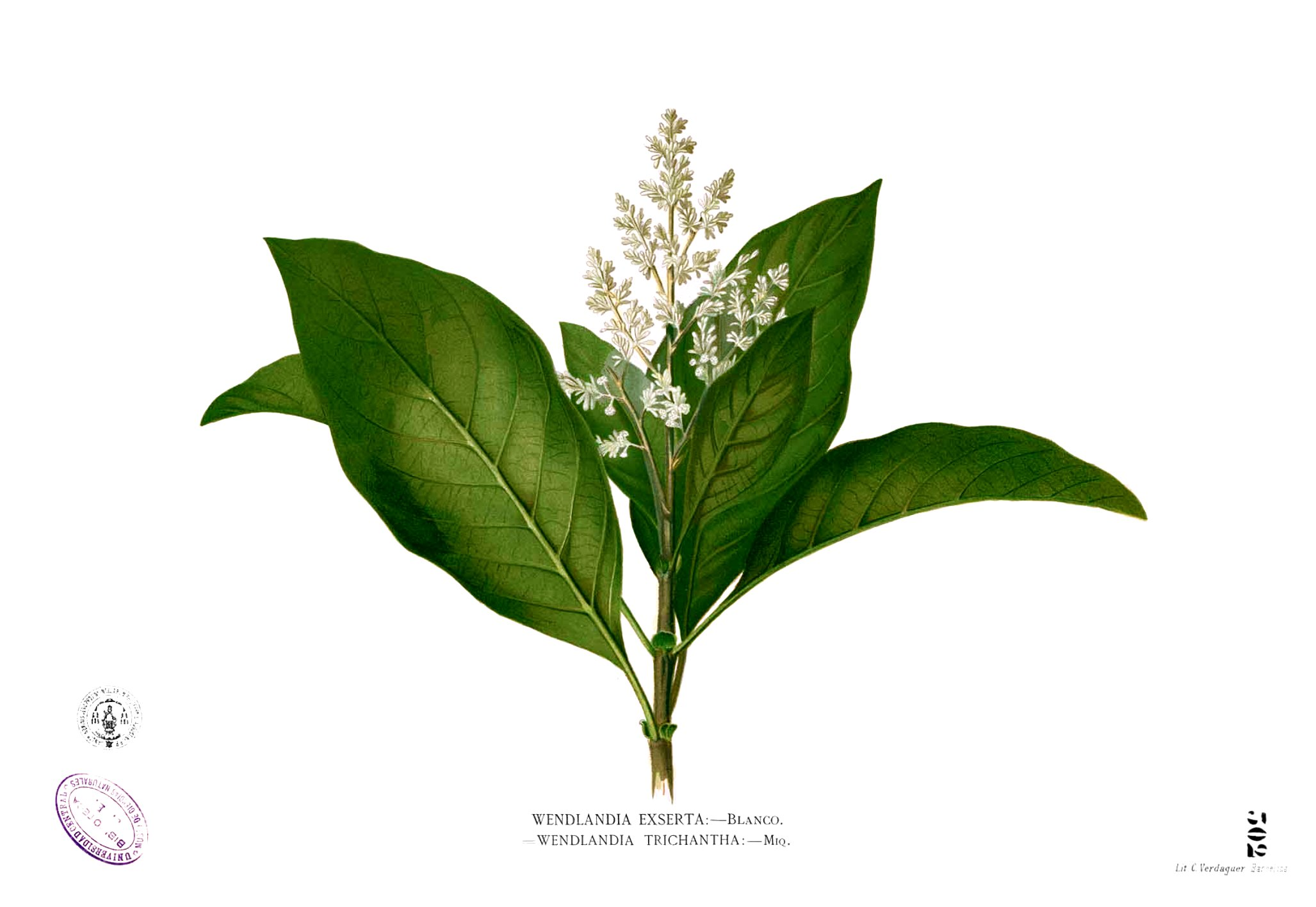
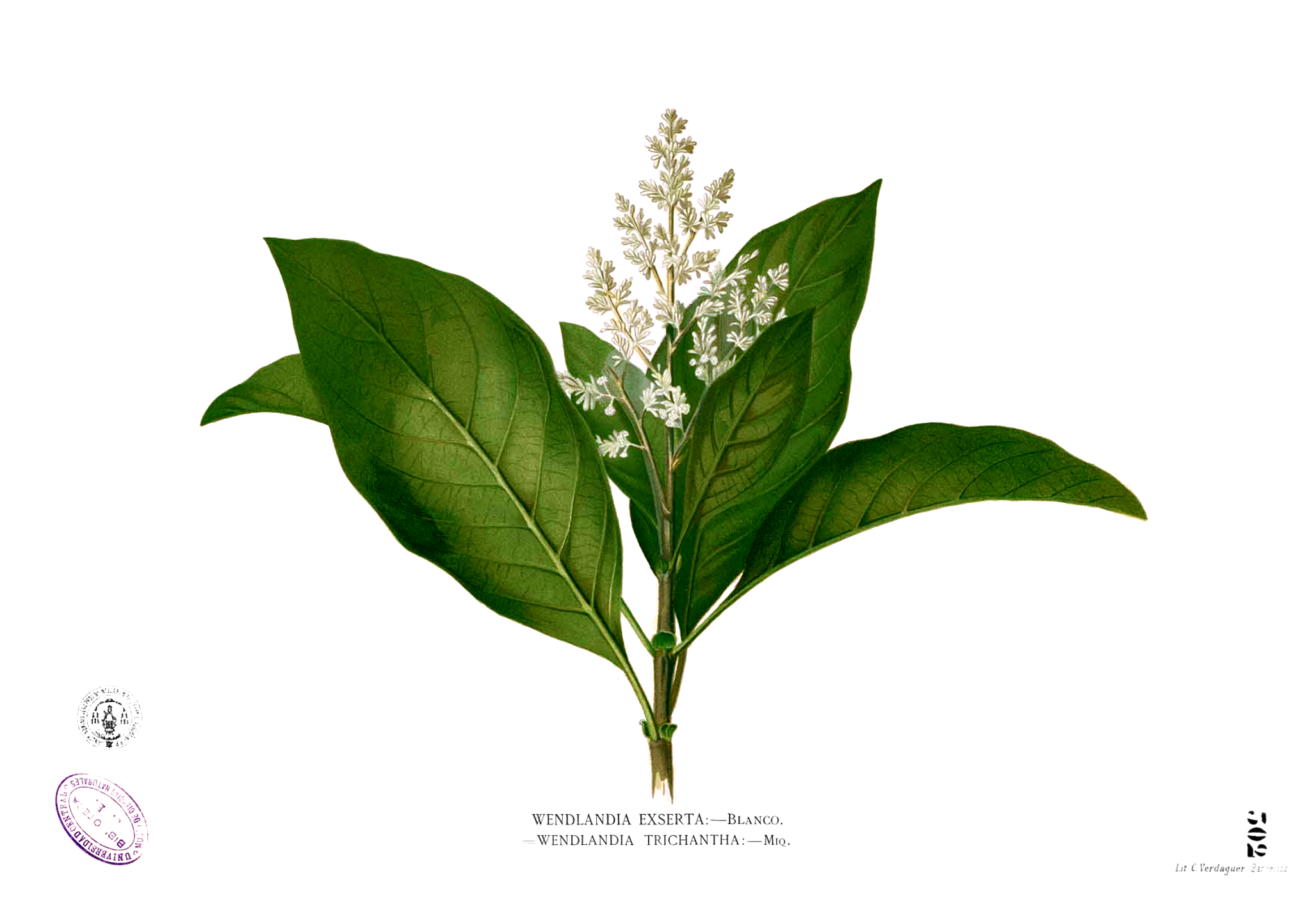